# Lepanthes cassicula
Lepanthes cassicula là một loài thực vật có hoa trong họ Lan. Loài này được Hespenh. & Dod mô tả khoa học đầu tiên năm 1993.